# Haakon von Norwegen

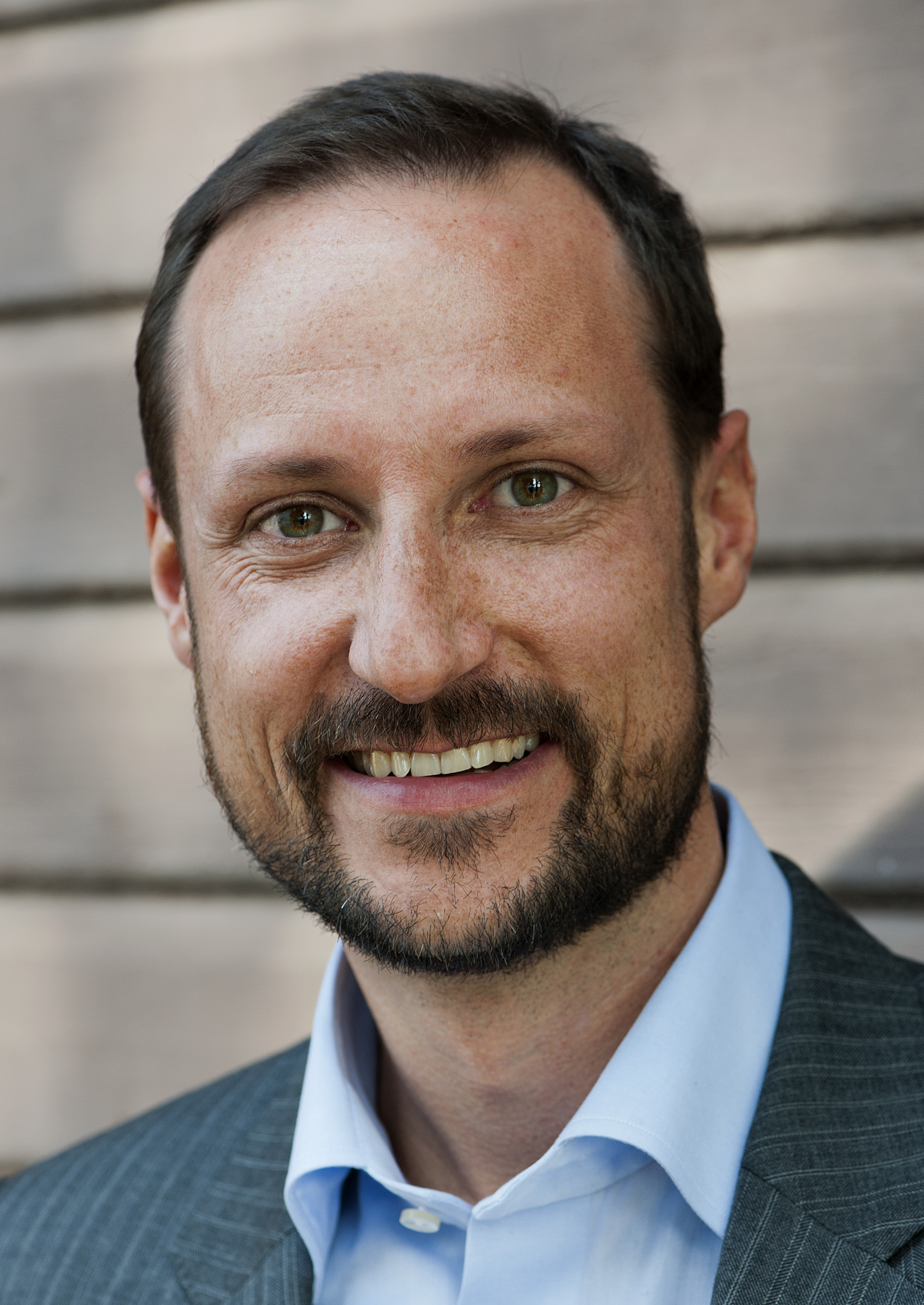
Kronprinz Haakon Magnus

Kronprinz Haakon von Norwegen, vollständiger Name Haakon Magnus von Norwegen, (* 20. Juli 1973 in Oslo) ist ein Mitglied des Hauses Schleswig-Holstein-Sonderburg-Glücksburg, einer Nebenlinie des Hauses Oldenburg. Er ist der derzeitige norwegische Kronprinz und ist verheiratet mit Kronprinzessin Mette-Marit.

## Leben

### Kindheit und Ausbildung
Haakon ist der Sohn von König Harald V. von Norwegen und Königin Sonja und wurde am 20. September 1973 von Oslos damaligem Bischof Kåre Støylen in der Osloer Schlosskapelle getauft. Er besuchte ab 1980 eine Schule in Smestad. Ab 1992 besuchte er die gymnasiale Oberstufe des Christlichen Gymnasiums (Kristelig Gymnasium) in Oslo, das er mit der Hochschulreife abschloss. Seinen Militärdienst absolvierte der Kronprinz bei der norwegischen Marine. Ab 1996 studierte er Politikwissenschaft in den USA an der Universität von Berkeley in Kalifornien, wo er seinen Bachelor ablegte. Ab 1999 studierte er Jura an der Universität Oslo. Nach seiner Heirat mit Mette-Marit Tjessem Høiby am 25. August 2001 im Osloer Dom lebte er von 2002 bis 2003 in London, wo er seinen Master in internationaler Politik an der renommierten London School of Economics ablegte.

### Ehe und Familie
Am 25. August 2001 heiratete Haakon die Bürgerliche Mette-Marit Tjessem Høiby, welche ihren Sohn Marius Borg Høiby (* 13. Januar 1997)  mit in die Ehe brachte, der aus einer früheren Beziehung mit Morten Borg stammt. Das Kronprinzenpaar hat noch zwei gemeinsame Kinder:
1. Prinzessin Ingrid Alexandra von Norwegen (* 21. Januar 2004 in Oslo) wurde am 17. April 2004 in Oslo getauft. Ihre Paten sind ihr Großvater König Harald V. von Norwegen, König Frederik X. von Dänemark, Kronprinzessin Victoria von Schweden, König Felipe VI. von Spanien, Prinzessin Märtha Louise von Norwegen und ihre Großmutter Marit Tjessem. Sie nimmt hinter ihrem Vater den zweiten Platz in der norwegischen Thronfolge ein.
2. Prinz Sverre Magnus von Norwegen (* 3. Dezember 2005 in Oslo) wurde am 4. März 2006 in Oslo getauft. Seine Paten sind seine Großmutter Königin Sonja von Norwegen, Königin Máxima der Niederlande, Kronprinz Paul von Griechenland, Prinzessin Rosario von Bulgarien, Espen Høiby, Bjørn Stensland und Marianne Gjellestad. Anders als seine Schwester trägt Prinz Sverre Magnus nicht den Titel „königliche Hoheit“, sondern „Hoheit“[1]. Er steht jedoch nach seinem Vater und seiner Schwester auf dem dritten Platz der norwegischen Thronfolge.

Als Ururenkel von Eduard VII. wird Haakon in der Thronfolge des Vereinigten Königreichs geführt (im August 2020 an 84. Stelle). Ihm folgen sein Sohn Sverre Magnus (damals Platz 85) und seine Tochter Ingrid Alexandra (damals Platz 86).
Kronprinz Haakon wohnt mit seiner Familie auf dem königlichen Gut Skaugum in Asker, einem ländlich gelegenen Vorort von Oslo, auf dem er schon seine Kindheit verbrachte.

## Aufgaben und Interessen
Seit 2003 engagiert sich Prinz Haakon als Goodwill Ambassador innerhalb des United Nations Development Programme. In dieser Funktion reiste er nach Tansania, Kambodscha, Sierra Leone und Guatemala.
In den Jahren 2003 bis 2005 musste König Harald V. zwei größere medizinische Eingriffe vornehmen lassen. In dieser Zeit übernahm der Kronprinz die Aufgaben des Staatsoberhaupts von Norwegen, bis der König seine Tätigkeit wieder aufnehmen konnte.

## Vorfahren
| Ahnentafel Kronprinz Haakon von Norwegen | Ahnentafel Kronprinz Haakon von Norwegen                                                       | Ahnentafel Kronprinz Haakon von Norwegen                                                                    | Ahnentafel Kronprinz Haakon von Norwegen                                                                                  | Ahnentafel Kronprinz Haakon von Norwegen                                                                                  | Ahnentafel Kronprinz Haakon von Norwegen                                                | Ahnentafel Kronprinz Haakon von Norwegen                                           | Ahnentafel Kronprinz Haakon von Norwegen                                       | Ahnentafel Kronprinz Haakon von Norwegen                                       |
| ---------------------------------------- | ---------------------------------------------------------------------------------------------- | --- | --- | --- | --------------------------------------------------------------------------------------- | ---------------------------------------------------------------------------------- | ------------------------------------------------------------------------------ | ------------------------------------------------------------------------------ |
| Alt-Eltern                               | König Friedrich VIII. (Dänemark) (1843–1912) ⚭ 1869 Prinzessin Louise von Schweden (1851–1926) | König Eduard VII. (Vereinigtes Königreich) (1841–1910) ⚭ 1863 Prinzessin Alexandra von Dänemark (1844–1925) | König Oskar II. (Schweden) (1829–1907) ⚭ 1857 Prinzessin Sophia von Nassau (1836–1913)                                    | König Friedrich VIII. (Dänemark) (1843–1912) ⚭ 1869 Prinzessin Louise von Schweden (1851–1926)                            | Harald Gundersen Olsbrygge (1823–1873) ⚭ 1846 Aslaug Kirstine Halvorsdatter (1823–1888) | Niels Nielsen ⚭ Hanna Andrea Hansen                                                | Ulrik Christophersen (1831–?) ⚭ Anne Sophie Johannesdatter (1833–?)            | Johan Nicolai Hansen (1830–?) ⚭ Anne Gurine Berntsen                           |
| Urgroßeltern                             | König Haakon VII. (1872–1957) ⚭ 1896 Prinzessin Maud von Großbritannien und Irland (1869–1938) | König Haakon VII. (1872–1957) ⚭ 1896 Prinzessin Maud von Großbritannien und Irland (1869–1938)              | Prinz Carl von Schweden, Herzog von Westgotland (1861–1951) ⚭ 1897 Prinzessin Ingeborg Charlotte von Dänemark (1878–1958) | Prinz Carl von Schweden, Herzog von Westgotland (1861–1951) ⚭ 1897 Prinzessin Ingeborg Charlotte von Dänemark (1878–1958) | Halvor Haraldsen Olsbrygge (1854–1931) ⚭ 1879 Carethe Josefine Nielsen (1854–1939)      | Halvor Haraldsen Olsbrygge (1854–1931) ⚭ 1879 Carethe Josefine Nielsen (1854–1939) | Johan Christian Ulrichsen (1861–1950) ⚭ 1887 Marie Berntine Hansen (1868–1958) | Johan Christian Ulrichsen (1861–1950) ⚭ 1887 Marie Berntine Hansen (1868–1958) |
| Großeltern                               | König Olav V. (1903–1991) ⚭ 1929 Prinzessin Märtha von Schweden (1901–1954)                    | König Olav V. (1903–1991) ⚭ 1929 Prinzessin Märtha von Schweden (1901–1954)                                 | König Olav V. (1903–1991) ⚭ 1929 Prinzessin Märtha von Schweden (1901–1954)                                               | König Olav V. (1903–1991) ⚭ 1929 Prinzessin Märtha von Schweden (1901–1954)                                               | Karl August Haraldsen (1889–1959) ⚭ 1920 Dagny Ulrichsen (1898–1994)                    | Karl August Haraldsen (1889–1959) ⚭ 1920 Dagny Ulrichsen (1898–1994)               | Karl August Haraldsen (1889–1959) ⚭ 1920 Dagny Ulrichsen (1898–1994)           | Karl August Haraldsen (1889–1959) ⚭ 1920 Dagny Ulrichsen (1898–1994)           |
| Eltern                                   | König Harald V. (* 1937) ⚭ 1968 Sonja Haraldsen (* 1937)                                       | König Harald V. (* 1937) ⚭ 1968 Sonja Haraldsen (* 1937)                                                    | König Harald V. (* 1937) ⚭ 1968 Sonja Haraldsen (* 1937)                                                                  | König Harald V. (* 1937) ⚭ 1968 Sonja Haraldsen (* 1937)                                                                  | König Harald V. (* 1937) ⚭ 1968 Sonja Haraldsen (* 1937)                                | König Harald V. (* 1937) ⚭ 1968 Sonja Haraldsen (* 1937)                           | König Harald V. (* 1937) ⚭ 1968 Sonja Haraldsen (* 1937)                       | König Harald V. (* 1937) ⚭ 1968 Sonja Haraldsen (* 1937)                       |
| Kronprinz Haakon Magnus (* 1973)         |                                                                                                | | | |                                                                                         |                                                                                    |                                                                                |                                                                                |